# 吉爾伯特·基思·卻斯特頓
吉尔伯特·基思·卻斯特頓（英語：Gilbert Keith Chesterton，1874年5月29日—1936年6月14日），英國作家、文學評論者以及神學家。熱愛推理小說，不但致力於推廣，更親自下海撰寫推理小說，所創造最著名的角色是「布朗神父」，首開以犯罪心理學方式推理案情之先河，與福爾摩斯注重物證推理的派別分庭抗禮。

## 生平
卻斯特頓出生於英國倫敦西區的肯辛頓，先後受教於聖保羅中學（St Paul's School）與史雷德藝術學校（Slade School of Art）。卻斯特頓原先對插畫極有興趣，但在1900年左右，受邀為一些雜誌撰寫藝術評論後，就此激發了他對寫作的熱情，進而成為極為多產的作家。卻斯特頓的文筆機鋒處處，幽默詼諧，而且涉獵範圍極廣，舉凡世界情勢、政府、政治、經濟、哲學、神學等等，均有論著。他一生共著有 80 多本書、數百首詩、200 篇短篇小說、4000 篇散文論述以及多齣戲劇。此外，他也固定為《每日新聞》（Daily News）、《倫敦畫刊》（Illustrated London News），以及他自己創辦的《G.K 週報》（G.K's Weekly）撰寫專欄，他也為《不列顛百科全書》撰稿。

## 宗教信仰
卻斯特原先信仰聖公宗高教會派，1922年改宗天主教。

## 寫作風格
卻斯特頓筆下最有名的角色是僅登場於短篇連作的教士偵探布朗神父，而《名叫星期四的男人》（The Man Who Was Thursday）則可説是他最受歡迎的小説。卻斯特頓是一位虔誠的天主教徒，在他的作品裡有許多以天主教為主題、象徵的故事。他曾在美國的《分产主义》進行寫作，這是一部獲得《美国评论》（The American Review）肯定的刊物，並由史威德．柯林斯（Seward Collins）在紐約出版。
他的詩較鮮為人知，這些詩裡表達了卻斯特頓的個人信念與意見。其中，最佳的作品應該是《雷邦多》（Lepanto），以及最知名的《螺旋英倫》（The Rolling English Road），而《祕人》（The Secret People）則是最常被引述的作品（引述了其中的句子：『我們是英格蘭的子民，只是我們都不曾提起。（we are the people of England; and we have not spoken yet）』）。另一個傑出的詩是《自裁曲》（A Ballade of Suicide）。
在散文寫作上，1903年的作品《查爾斯．狄更斯》得到最多的讚賞。然而，安·科爾（Ian Ker）卻有不同看法；他認為卻斯特頓在書中的第四章把對狄更斯的讚美寫得太過誇張，這是在那個時期裡較少見的負面評價。
卻斯特頓的作品總是充份描寫人的理性與感性面。他使用矛盾的手法來探討這個世界、政府、政策、經濟、神學與哲學，以及其他各種主題。當《泰晤士》（The Times）以《這世界出了什麼差錯？》（What's Wrong with the World?）的題目向許多傑出的作家邀稿時，卻斯特頓的回稿則是：
總編大人，（Dear Sirs,）
我就是那錯誤。（I am.）
您誠摰的，（Sincerely yours,）
G. K. 卻斯特頓（G. K. Chesterton）
在此，卻斯特頓揉合了機智風趣與一項嚴肅觀點：墮落的天性與謙遜自持。
多數卻斯特頓作品以印刷品傳世，包括布朗神父的偵探小說選集。依納爵出版社（Ignatius Press）正在進行出版全集的工作。

### 推理相關
- 奇職怪業俱樂部（The Club of Queer Trades，1905）
- The Man Who Was Thursday（1907）
- 布朗神父的天真（The Innocence of Father Brown，1911）
- 布朗神父的智慧（The Wisdom of Father Brown，1914）
- 知道太多的人（The Man Who Knew Too Much，1922）
- 布朗神父的懷疑（The Incredulity of Father Brown，1926）
- 布朗神父的秘密（The Secret of Father Brown，1927）
- 布朗神父的醜聞（The Scandal of Father Brown，1935）
- The Paradoxes of Mr. Pond（1937）

## 外部連結
- 美國卻斯特頓協會（The American Chesterton Society） （页面存档备份，存于）
- G. K. Chesterton的作品  - 古騰堡計劃
- 卻斯特頓俄文網站 （页面存档备份，存于）
- Gilbert Magazine （页面存档备份，存于）（英文）：專門討論卻斯特頓的雜誌
- 小知堂先讀網 （页面存档备份，存于）：出版布朗神父系列的台灣出版社